# Dalwallinu
Dalwalinu è una città situata nella regione di Wheatbelt, in Australia Occidentale; essa si trova 248 chilometri a nord-est di Perth ed è la sede della Contea di Cuballing. Al censimento del 2006 contava 593 abitanti.

## Storia
Fino a tutto il XIX secolo la presenza di coloni europei si limitò allo sfruttamento dei terreni come pascolo per greggi di pecore. Il primo insediamento venne fondato solamente nel 1909 in seguito all'arrivo di monaci benedettini da New Norcia, che volevano sfruttare la zona anche dal punto di vista agricolo con la coltivazione dei cereali.